# Miguel Ángel Estrada
Miguel Ángel Estrada Cobeña (nacido el 16 de junio de 1950 en Madrid) es un exjugador de baloncesto español que jugó en la Liga Española. Con 2,07 metros de altura, jugaba en la posición de pívot. Es el hermano del también jugador profesional Gregorio Estrada. 

## Trayectoria deportiva
Se inicia en el baloncesto a los 15 años, en la temporada 1966-1967 juega en los juveniles del Real Madrid durante tres meses, y también juega en el Vallehermoso. Después de una operación altura, ficha por el Estudiantes, en el año 1968 gana el campeonato juvenil junto con compañeros como Gonzalo Sagi-Vela y su hermano Gregorio Estrada. Juega durante tres años en el primer equipo del Estudiantes, y para la temporada 1971-1972 ficha por el Club Joventut de Badalona, donde juega 5 años, coincidiendo con jugadores importantes como Alfonso Martínez, Enric Margall, Nino Buscató, y con Josep Lluís como entrenador. Después de tener ofertas del Real Madrid  y FC Barcelona, ficha por el segundo, jugando dos años con el equipo culé. Sus siguientes equipos fueron el Bàsquet Manresa (2 años)  y el Círculo Católico (1 año), y una breve experiencia en Canarias compatibilizando baloncesto y trabajo. Tuvo un papel importante en la plata del Eurobasket del año 1973, realizando una gran actuación contra la URSS.